# Principauté d'Halberstadt
1648–1807
Entités précédentes :
- Principauté épiscopale d'Halberstadt

Entités suivantes :
- Royaume de Westphalie
- Royaume de Prusse (1815)

La principauté d'Halberstadt (en allemand : Fürstentum Halberstadt) fut un État du Saint-Empire romain, un territoire du Brandebourg-Prusse puis du royaume de Prusse. Il remplace l'ancien évêché d'Halberstadt sécularisé et placé sous l'autorité des électeurs de Brandebourg en vertu des traités de Westphalie en 1648. Sa capitale était Halberstadt. 
À la suite du traité franco-prussien de Tilsit conclu en 1807, l'ancienne principauté faisait partie du département de la Saale au sein du royaume de Westphalie. Après la bataille de Leipzig en 1813, le contrôle de la principauté est restauré. À la suite du congrès de Vienne, en 1816, le territoire fut rendu à la Prusse et incorporé dans la province de Saxe. 

## Histoire

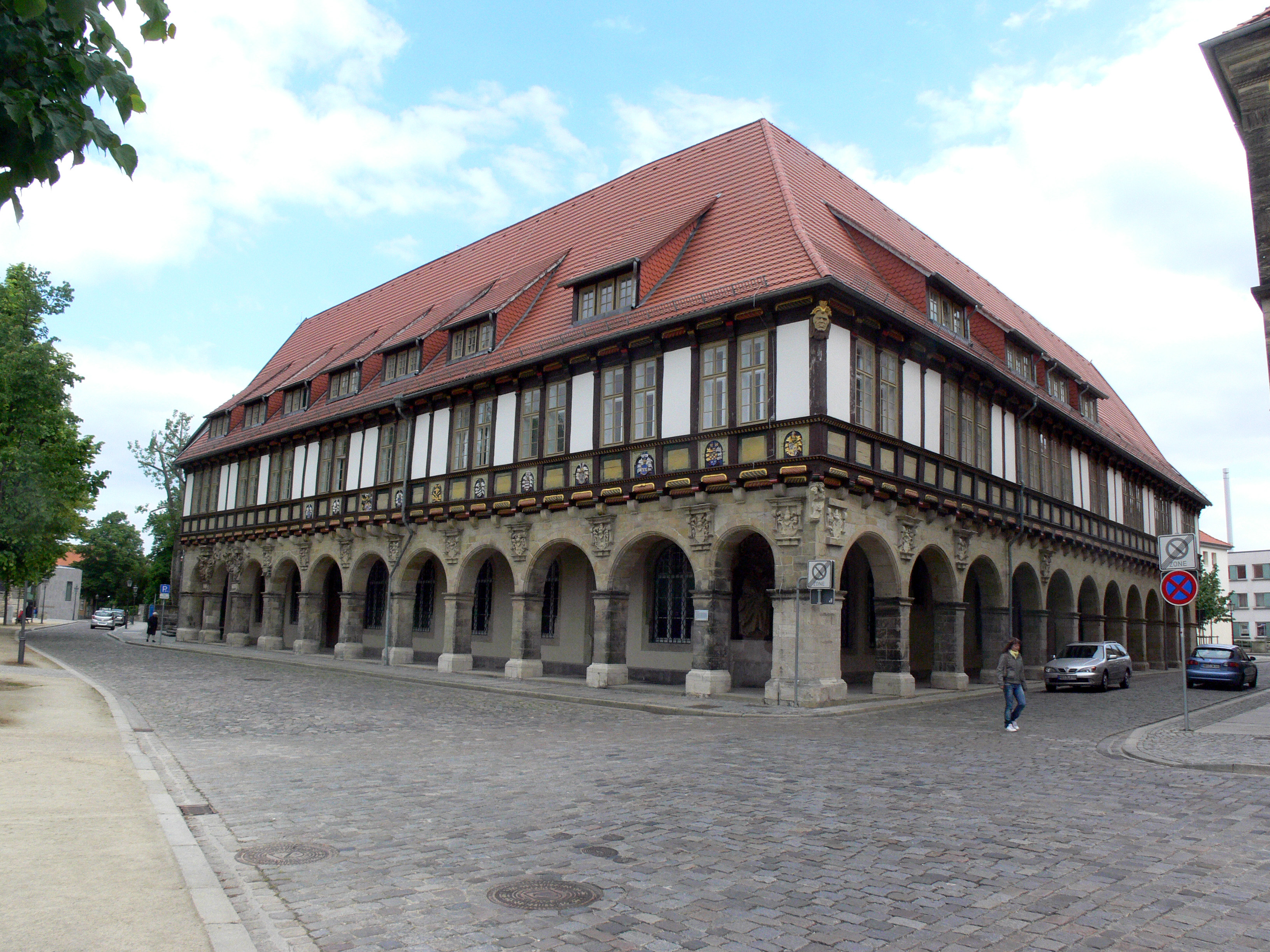
Halberstadt, Dompropstei.

Dès le XVIe siècle, la majeure partie de la population dans l'évêché d'Halberstadt s'était convertie à la religion protestante. L'évêque Sigismond de Brandebourg, partisan déclaré de la Réforme, résigne officiellement ses fonctions religieuses en 1566, après quoi le chapitre de la cathédrale a élu Henri-Jules de Brunswick-Wolfenbüttel, fils de deux ans du duc Jules, à sa succession. Le 7 décembre 1578, le jeune homme, élevé selon la foi luthérienne, a été investi à la cathédrale de Halberstadt en suivant un strict cérémonial catholique, ce qui suscita un débat animé à travers l'Empire. 
Les disputes entre les administrateurs protestants issus de la maison de Brunswick et le chapitre catholique se poursuivront jusqu'au temps de la guerre de Trente Ans, lorsque Christian de Brunswick, « le téméraire d'Halberstadt », mourût en 1625 des suites de ses blessures. En 1629, l'empereur catholique Ferdinand II de Habsbourg a donné l'édit de Restitution et fit alors élire son fils cadet l'archiduc Léopold-Guillaume évêque d'Halberstadt.
Finalement, selon les traités de Westphalie de 1648, l'ancienne principauté épiscopale est sécularisée en tant que principauté d'Halberstadt. Avec les évêchés de Minden et Cammin, elle a fait partie des territoires ecclésiastiques qui ont été remis au « Grand Électeur » Frédéric-Guillaume Ier de Brandebourg en compensation de la Poméranie antérieure, ce qui, dans la foulée du conflit Brandebourg-Poméranie, il a dû céder à la Suède. 
Cet accord est négocié par le représentant de Frédéric-Guillaume, Joachim Friedrich von Blumenthal (1606-1657), qui en récompense est nommé premier gouverneur laïque d'Halberstadt. Le chapitre de la cathédrale continuait à exister jusqu'à sa dissolution en 1810. Au milieu du XVIIIe siècle, le secrétaire du chapitre, Johann Wilhelm Ludwig Gleim, faisait d'Halberstadt un centre des Lumières en Prusse. Pendant la guerre de Sept Ans (1756-1763), la ville fut occupée et pillée à plusieurs reprises. En 1778, le chanoine Friedrich Eberhard von Rochow y fonda le premier séminaire pédagogique en Allemagne.
Occupée par les troupes françaises le 19 octobre 1806, la principauté d'Halberstadt est dissoute conformément au second traité de Tilsit conclu en 1807 après la défaite de la Prusse lors de la guerre de la Quatrième Coalition. Son territoire devient une partie du royaume de Westphalie, un état-client napoléonien sous le règne de son frère cadet Jérôme. Après la défaite finale française à Waterloo, la principauté est restituée à la Prusse en 1813 et incorporée dans la nouvelle province de Saxe en 1816. Les monarques prussiens de la maison de Hohenzollern continuent à se présenter comme « princes d'Halberstadt » jusqu'à la fin de la Première Guerre mondiale en 1918. 

## Territoire

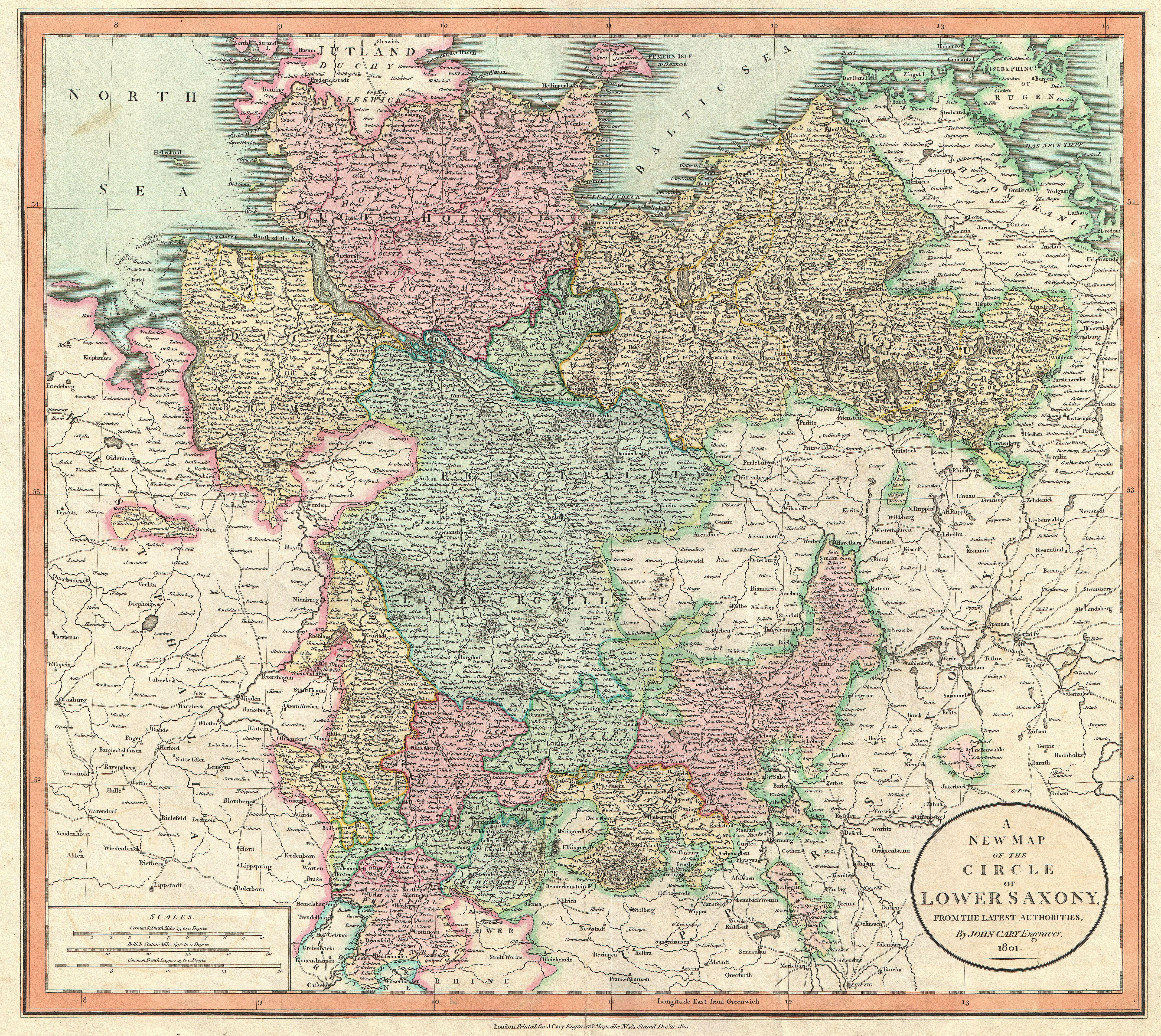
La principauté d'Halberstadt (en jaune) dans le cercle de Basse-Saxe.

La principauté d'Halberstadt nouvellement créée est constituée d'un territoire autour des villes historiques d'Osterwieck et d'Halberstadt, de l'ancienne principauté d'Anhalt-Aschersleben, et des anciens comtés de Regenstein et Falkenstein. La seigneurie de Derenburg est ajoutée en 1701, Hasserode acquis des comtes de Stolberg-Wernigerode en 1714. Après le congrès de Vienne en 1815, la principauté d'Halberstadt obtient la baronnie de Schauen et la seigneurie de Hessenrode. Les territoires perdus comprend Weferlingen, que le roi Frédéric Ier en 1703 cède à son cousin Christian-Henri de Brandebourg-Culmbach, une portion du comté de Hohenstein à peu près à la même époque et Stapelburg cédé au comté de Stolberg-Wernigerode en 1727.